# Beretta 87
Beretta 87, Beretta Cheetah, Beretta Serija 81, ime je za porodicu kompaktnih poluautomatskih pištolja koje je razvila talijanska tvrtka Beretta. Ova porodica pištolja izašla je na tržište 1976. godine u sljedećim kalibirma:  .32 ACP (Model 81 i 82), .380 ACP (9 mm kratki) (Model 83, 84, 85 i 86) te .22 LR (Model 87, 87 Target i Model 89). Beretta je prestala s uvozom Cheetaha u SAD tijekom 2013. godine, dok u Europi ovaj samokrijes još je dostupan na tržištu